# Микеланджело (лайнер)

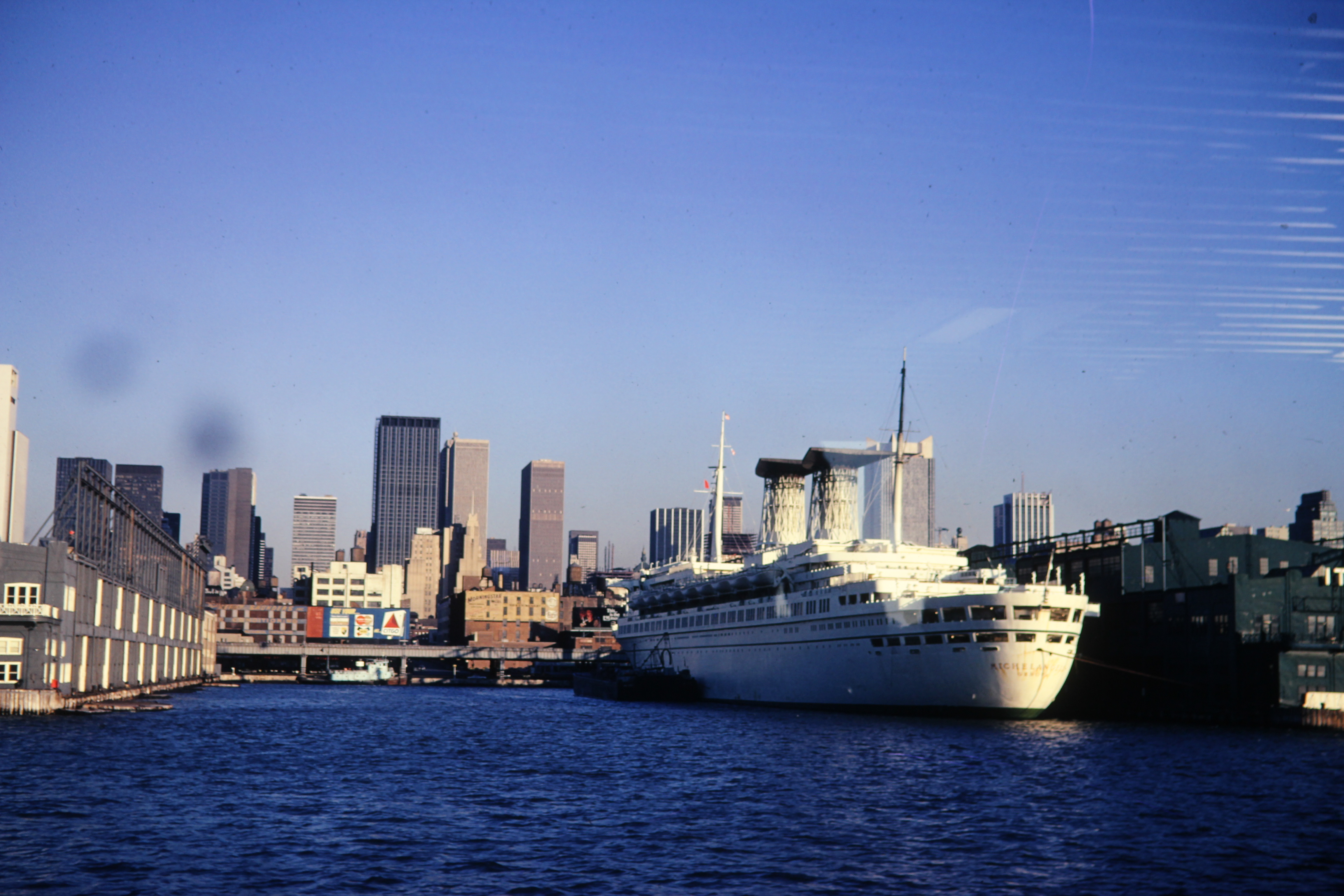
SS Michelangelo в Нью-Йорке, 1971 год

SS Michelangelo — итальянский океанский лайнер, построенный в Генуе в 1965 году для Italian Line компанией Ansaldo Shipyards. Был одним из последних кораблей, изначально предназначенных для трансатлантических пассажирских перевозок. Являлся одним из крупнейших судов в стране, некоторое время был флагманом флота. Аналогичный ему корабль представлял собой SS Raffaello.

## Проектирование и строительство
Italian Line начала планировать закладку новых кораблей в 1958 году. Сначала речь шла о постройке судов лишь ненамного больше, чем SS Leonardo da Vinci (в ту пору ещё не спущенный на воду), но затем было решено создать суперлайнеры, крупнейшие из всего, что имела Италия со времён постройки довоенного судна SS Rex. Новые корабли должны были обслуживать пассажиров трёх классов. Вместе с тем, из-за желания обеспечить безопасность большая часть палуб и кают не была оборудована иллюминаторами, что существенно ограничило комфорт пассажиров.
В остальном эти корабли были весьма прогрессивными для середины двадцатого века. В них были применены некоторые опередившие своё время и только позже ставшие популярными решения. Так, дизайн и устройство дымовых труб Микеланджело и его собратьев по типу были изменены с тем, чтобы воздух, попадая в них, уносил дым, не позволяя ему окуривать верхние прогулочные палубы, что было общей проблемой менее совершенных пассажирских судов.

## Служба
После нескольких переносов сроков ввода в строй, Michelangelo был подготовлен к несению службы в мае 1965 года. Его первым капитаном стал Марио Крепаз (итал. Mario Crepaz). Во время ходовых испытаний была замечена нежелательная вибрация корабля. Для её устранения лайнер пришлось ставить в сухой док и несколько месяцев модернизировать. Это принесло свои плоды — на новых испытаниях он смог показать скорость в 31.59 узлов, что сделало Микеланджело пятым по быстроте хода пассажирским судном в мире.
В апреле 1966 года Michelangelo под командованием капитана Джузеппе Солетти (итал. Giuseppe Soletti) оказался вовлечён в инцидент с участием волны-убийцы (необычно высокой одиночной океанской волны). Полученный кораблём во время шторма в Средней Атлантике мощный удар нанёс ему повреждения, смыл за борт двух пассажиров и ранил более пятидесяти человек. Один из членов экипажа вскоре скончался. Во время ремонта пострадавшего судна уязвимые алюминиевые части корпуса были заменены на стальные. Такую же модификацию прошли лайнеры Raffaello, SS United States и SS France.
В мае 1972 года Альфред Хичкок пересёк Атлантический океан на борту Michelangelo, направляясь из Нью-Йорка на Каннский кинофестиваль.
В последующие годы количество пассажиров, совершавших морские путешествия через Атлантику падало из-за бурного развития авиации. Все большее количество океанских лайнеров сходили с дистанции. Michelangelo некоторое время работал на круизных направлениях в более тёплые тропические воды, однако особенности конструкции, такие, как отсутствие окон в каютах, делали его не слишком удачным круизным судном, переоборудование которого грозило обойтись в слишком крупную сумму денег, которую компания-владелец лайнера Italian Line не могла выделить на эту цель. При этом открытая палуба с бассейном для пассажиров была у Michelangelo одной из лучших в классе.

## Последние годы службы
В июле 1975 года итальянский флагман SS Michelangelo пересёк Атлантику в последний раз в своей морской карьере. Затем судно вместе с другими лайнерами встало на прикол в Ла Специи. Несколько покупателей выражали намерение купить Michelangelo, но дальше переговоров дело не пошло.
В 1976 году шахский Иран приобрёл лайнеры для использования в качестве плавучих казарм. Корабли стоимостью по 45 миллионов долларов были проданы по 2 миллиона каждый. Следующие пятнадцать лет Michelangelo провёл в Бендер-Аббасе.
В конце концов, после некоторых колебаний и определённого числа не ставших реальностью планов в июне 1991 года судно было разрезано на металлолом в Пакистане.

## Книга
- S. Bandini, M. Eliseo, Michelangelo e Raffaello La fine di un’epoca, Hoepli, 2010, ISBN 88-203-4119-0